# Авда
Авда је мушко име грчког или јеврејског поријекла.

## Значење и поријекло
Може бити да име води поријекло из старохебрејског "абда" или из грчког. Означава божијег роба, слугу. 
Календарско је име. 
Други облици овог имена су Авдија и Авдон. Од ових имена изведено је име Ава.